# Waking Madison
Waking Madison (bra: O 30º Dia) é um filme independente estadunidense de 2011, do gênero drama psicológico, escrito e dirigido por Katherine Brooks e estrelado por Sarah Roemer e Elisabeth Shue.
Waking Madison foi exibido pela primeira vez no Newport Beach Film Festival, na cidade Costa Mesa, na Califórnia, no dia 2 de maio de 2011.
O filme teve locações em Nova Orleães.

## Sinopse
Madison (Sarah Roemer) vive em Nova Orleans e faz de tudo para manter sua vida tranquila. Quando uma série de eventos deixa Madison desesperada e suicida, ela se tranca em seu apartamento por 30 dias. Usando uma câmera para documentar os acontecimentos, Madison faz a promessa de que, caso ela não ache as respostas para as suas perguntas, ela se matará no 30° dia. Conseguirá Madison voltar a ter uma vida normal? As pessoas que a cercam são realmente reais, ou apenas figuras criadas por ela graças à sua desordem de personalidade?

## Elenco
- Sarah Roemer como Madison Walker
- Elisabeth Shue como Dr. Elizabeth Barnes
- Taryn Manning como Margaret
- Imogen Poots como Alexis
- Erin Kelly como Grace
- Wendy Glenn como Angel
- Will Patton
- Frances Conroy